# 広域火葬計画
広域火葬計画（こういきかそうけいかく）とは、大規模災害で多数の犠牲者が発生し、被災した市町村で火葬が追いつかない場合、周辺の自治体や県外の協力を得て円滑に実施するための計画である。平成7年（1995年）の阪神・淡路大震災では死者6,000人を超える大被害が出たが、被災した市町の対応力が限界を超えてしまった。このため、これを教訓にして遺体の搬送手段や棺、ドライアイスといった資材、安置所の確保、連絡体制などについて事前に計画を作っておくよう国が都道府県に要請した。平成23年（2011年）に東日本大震災が起きると、その3年後の平成26年（2014年）7月と平成27年（2015年）3月にも改めて計画の策定や態勢の準備を求めた。
大規模災害のほかにも疫病の発生により死者の増加に対する火葬実施計画にも準用される。新型コロナウイルスのオミクロン株による世界的流行の第6波が直撃した令和4年（2022年）2月に、厚生労働省医薬・生活衛生局生活衛生課より、感染患者の死亡者の増加が見込まれることから「災害発生時と同様に、広域火葬計画に則った形で要員の派遣要請及び受入を行うことが非常に重要となる」とした事務連絡が都道府県、市町村、特別区の衛生主管（部）局などに出されている。この事務通知では既に運用されている神奈川県、千葉県の広域火葬計画を参考例として挙げられている。
2022年2月以降、新型コロナウイルスによる死亡者が再び増加の傾向を見せており、その中でも大阪市では市営斎場（火葬場）の5か所のうち、2月に入ってから鶴見区にある鶴見斎場を新型コロナによる感染死者の火葬の受け入れ先となっていることが市議会委員会で明らかにされている。当初は感染者の死亡者の受け入れを鶴見斎場に限定し、コロナ感染以外の一般の遺体を火葬した後に、4、5人程度のコロナ感染による遺体の火葬を行っていたとされる。その後、死者数の増加から火葬待ちの状態が出てきたことに伴って、鶴見斎場をコロナ感染死者専用の火葬場として運用している。